# Artesanías y arte popular en la Ciudad de México
Las artesanías y el arte popular en la Ciudad de México son un microcosmos de la producción artesanal en la mayor parte del país. Una de las principales razones, es porque la ciudad ha atraído la migración desde diversas partes del mundo, trayendo consigo estas artesanías. La artesanía más importante de la ciudad es el trabajo de papel maché duro llamado cartonería, utilizado para hacer piñatas y otros artículos relacionados con diversas celebraciones anuales . También se utiliza para hacer criaturas de fantasía llamadas alebrijes, los cuales se originaron en México en el siglo XX. Si bien hay artesanías hechas en la ciudad, la capital es más conocida por vender y promocionar artesanías de otras partes del país, tanto mercancías finas, como otras muy tradicionales y bajo costo, en puntos de venta desde tiendas finas hasta mercados callejeros.

## Historia
Históricamente, el Valle de México se transformó en un centro de bienes producidos en Mesoamérica con la llegada del imperio azteca, quienes trajeron consigo mercancías, a través del comercio y de la recolección de bienes. Después de la caída de Tenochtitlán en 1521, el sistema de recolección de bienes continuó, junto con algunos otros sistemas españoles, tales como el aumento de gremios para producir un gran número de artículos. Sin embargo, muchas de las artesanías indígenas sobrevivieron.
En 1529 Pedro de Gante fundó la primera escuela de artesanía en la ciudad, en la Capilla de San José de los Naturales del monasterio de San Francisco. Esto dio inicio a la combinación de influencias nativas y europeas en dicho oficio, especialmente en la estética. La escuela no sobrevivió mucho tiempo, debido a que los artesanos nativos tenían una forma de trabajar la artesanía muy bien definida, la cual les permitió adaptarse con rapidez a las tecnologías europeas tales como la rueda de los alfareros de y el telar de pedal.
Las artesanías continuaron produciéndose en el Valle de México, aunque algunas, desaparecieron al igual que las materias primas. La Revolución Mexicana promovió la migración hacia la ciudad, la cual continúa hasta hoy en día, trayendo artesanos con nuevos productos y/o técnicas. Por esta razón, la capital es una especie de microcosmos de las distintas artesanías del país.
Mientras los talleres solían ser organizados en la ciudad de acuerdo a su tipo, por ejemplo la antigua calle de los Plateros (hoy Madero), en la actualidad, las tiendas y talleres están dispersos por toda la ciudad sin un modo sistemático en específico con familias de artesanos en ocho de barrios de la ciudad. De cualquier manera, según el director de Museo de Arte Popular Walther Boelsterly, el trabajo artesanal está desapareciendo en la capital debido a que el salario es demasiado bajo para que muchos continúen, y las materias primas cada vez más escasas o caras.
Federal, ciudad y organización privada ha trabajado para preservar y promover la mano de obra artesanal por diversas razones, tanto por razones culturales como por razones económicas. Una iniciativa privada fue el proyecto de la señorita Lupita, con el objetivo de revitalizar una forma de hacer muñecas la cual ha desaparecido casi por completo.esto es todo.

## Cartonería y alebrijes

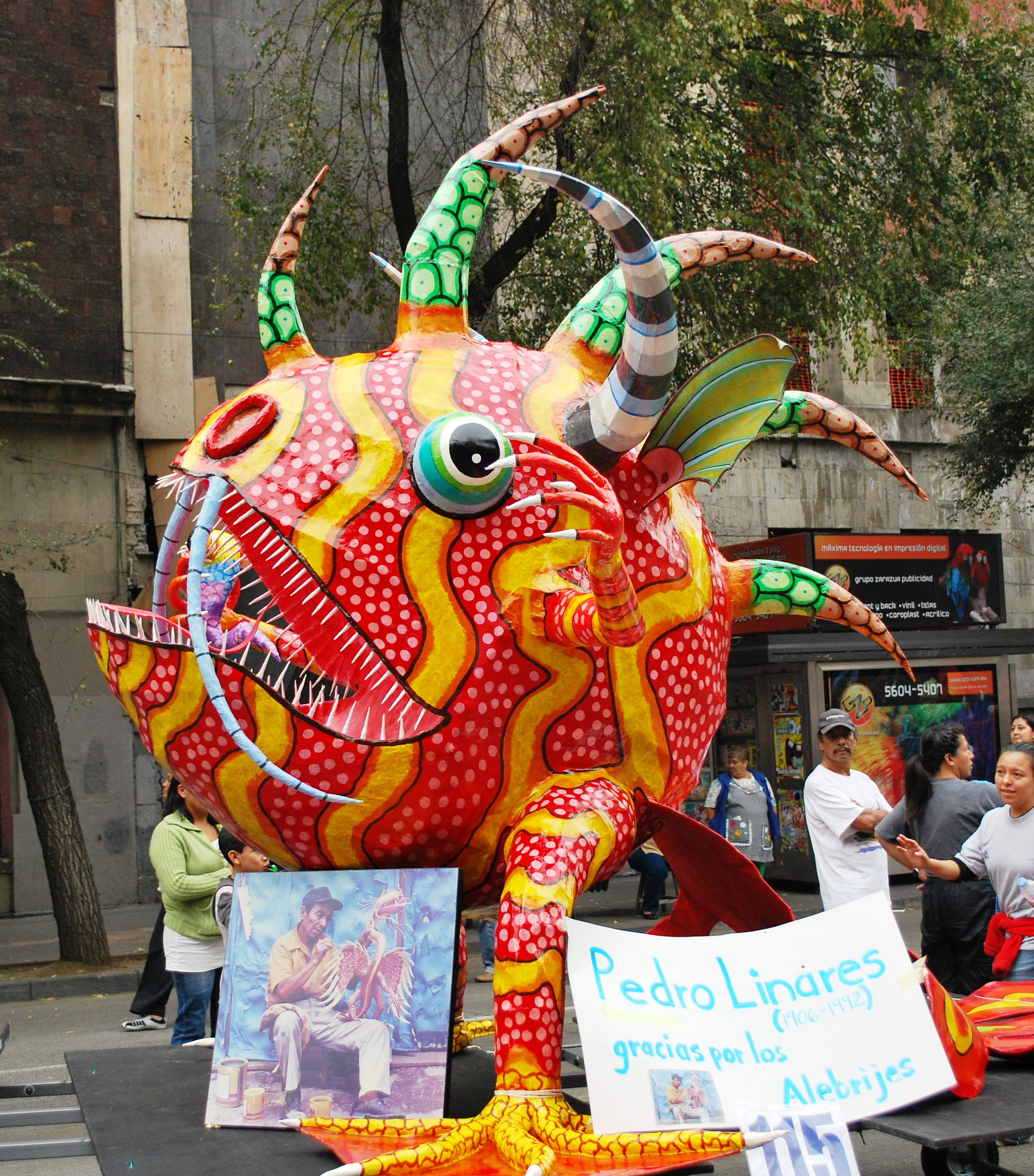
Alebrije dedicado a Pedro Linares

La Ciudad de México tiene una fuerte tradición de hacer objetos de un tipo de papel maché duro llamada cartonería, en general, para los distintos festivales y celebraciones del año. Es una industria importante, en la que diversas familias e individuos destacan por este trabajo, incluyendo la familia Linares y Susana Buyo, apodado "Señora de los Monstruos" (Señora de los Monstruos). Generalmente localizados en barrios pobres, los talleres han producido una variedad de objetos, relacionados sobre todo con días festivos como el Día de los Muertos, Navidad, y el Sábado Santo (Semana Santa). Las piñatas se producen durante todo el año, tanto en temporadas navideñas, como para otros tipos de celebraciones como fiestas de cumpleaños. Originalmente, las piñatas eran creada con ollas de barro, tradición que hoy en día se conserva en algunos lugares, pero más a menudo las piñatas están hechas con cartonería, en una amplia variedad de formas y tamaños. Otro uso tradicional para cartonería es la realización de figuras de "Judas ". Diseñado para representar a Judas Iscariote como la personificación del mal, tradicionalmente estas están en forma de demonio, encendiendo los fuegos artificiales incluidos en la figura. Estos pueden ser bastante grandes, por lo general hasta cuatro metros, o incluso ser más altos. En la actualidad, estas figuras pueden estar representadas en otras formas, ya sea criaturas fantásticas, pero más a menudo en forma de personajes famosos, que han sido desaprobadas por la gente por una razón u otra. Un uso más reciente para cartonería es la fabricación de artículos de decoración con relación al Día de las figuras muertas, especialmente figuras esqueléticas. Una innovación en cartonería se atribuye a la familia Linares, más específicamente a Pedro Linares, a mediados del siglo XX. Estas son fantásticas criaturas pintadas en colores brillantes, y una de las pocas artesanías, si no es que la única, que es característica de la ciudad. Estas son amalgamas de partes de diversos animales reales o fantásticos, a menudo utilizando marcos de alambre para apoyar el cuerpo (especialmente para piezas grandes) y/o delicadas.

## Otras artesanías
El trabajo de metales finos y piedras semi preciosas sigue siendo importante aquí y tiene su origen en la época prehispánica, cuando la ciudad se convirtió lo suficientemente potente para recibir estos bienes como artículos de tributo. Oro, plata, cobre y piedras como malaquita y ónix son comúnmente trabajadas. La plata se forma en las bandejas, cuencas, vasos y joyas, en diseños modernos y tradicionales. El oro se utiliza generalmente para la joyería. La malaquita y el ónix son a menudo trabajados en objetos decorativos con temas prehispanos y bases de la lámpara. Otro metal es el estaño, por lo general se trabaja en objetos como tazas, ceniceros, porta velas, platos, marco, etc.
Las figuras y miniaturas son generalmente hechas en arcilla o plomo. En la ciudad, el tema más común es la cultura mexica (azteca, sin embargo, otras culturas indígenas también están representadas. Existe también una industria dedicada a la fabricación de miniaturas de cristal de animales, lámparas, carruseles y más.
La artesanía de madera incluye objetos pequeños como juguetes (tops, yoyos, títeres, etc.), junto con muebles, en su mayoría reproducciones de piezas de la época colonial. Otros objetos incluyen guitarras, máscaras y réplicas de la Piedra de Tizoc, a menudo cubiertos de laca o cristal piezas. El papel picado es el corte de papel fino generalmente con un cincel o un instrumento similar para crear elementos decorativos para festivales y fiestas. Originalmente, estos fueron hechos con papel amate o maguey debido a su origen prehispánico, pero eventualmente, el papel crepé comenzó a ser utilizado, y en ocasiones, es sustituido por delgadas láminas de plástico.
Las técnicas de producción textil en general, vienen de otras partes de México, traídas por los pueblos indígenas que han emigrado a la ciudad. También existen talleres que hacen artículos para charros tales como sombreros, trajes de charro, botas, accesorios de plata y sillas de montar.
El trabajo del vidrio se introdujo en el área después de que se estableció por primera vez en Puebla. Una obras notables es la de Felipe Derfingher (hoy Derfingher Feder), un descendiente de los artesanos de cristal alemanes. Su trabajo incluye productos de vidrio combinado con otros materiales tales como metales.
Una serie de artesanías están asociadas con la construcción, dada la historia de la ciudad de ser una joya arquitectónica. Esto ha permitido que ciertas actividades como la piedra de Hewing y el hierro forjado artístico sobrevivan, reforzados por el deseo de preservar el patrimonio.

## El papel de la ciudad como vendedor de artesanías
El área metropolitana es más conocida por la venta de artesanías y arte popular en lugar de su producción. Las artesanías que se venden aquí reflejan la división entre el trabajo tradicional y los realizados económicamente, sobre todo como los objetos curiosos para los turistas.
La mejor de las artesanías mexicanas, generalmente producidas para coleccionistas, se encuentran en tiendas especializadas y puntos de venta patrocinados por el gobierno, como los operados por FONART, que ha recibido los compradores famosos, entre ellos Bill Clinton en 2012. Estas tiendas contienen piezas auténticas de los artesanos más destacados del país. Otros establecimientos conocidos incluyen Parakata en el centro histórico, la tienda de regalos del Museo de Arte Popular, Tonalli Artesana Prehispánica en la Colonia Juárez y las tiendas en el centro del barrio de San Ángel, en el sur de la ciudad. Una excepción a esta regla es la disponibilidad de cestas tejidas a mano de varios estados del centro de México en el mercado de La Merced.
Mercancías de menor calidad y mercancías que sirven la función de recuerdos, se pueden encontrar en tiendas establecidas, mercados de estilo fijo tradicionales y mercados callejeros llamados "tianguis". La Ciudadela es un mercado tradicional fijo ubicado a un costado de la Plaza de La Ciudadela (esquina extreman suroeste del centro histórico). Fue establecido para los Juegos Olímpicos de 1968 con el fin de promover las artesanías mexicanas y se ha mantenido desde entonces. Maneja una amplia variedad de productos, desde joyas y juguetes hasta muebles. El Mercado de Sonora es otro mercado fijo en el municipio Venustiano Carranza. Es mejor conocido por sus medicamentos y suministros de brujería a base de hierbas, pero también por sus artesanías como canastas, muñecos, ropa y cerámica. El centro histórico de Coyoacán tiene un tipo de mercado "tianguis" y es permanente. Este fue creado en la década de 2010 para mover a los vendedores de la plaza principal. En su general se vende más baratas las artesanías. El Centro Artesanal Plaza Garibaldi se encuentra en un edificio de tres pisos frente a la plaza que otorga el nombre. El primer piso posee artículos pequeños como artículos religiosos, muñecas y ropa. Los dos pisos superiores tienen artículos más grandes, así como sombreros y mecanismos para los charros. El Mercado de Artesanías de San Juan Artesanías se encuentra en el centro histórico. Tiene una fachada sosa con un gran número de puestos dentro. El vestíbulo cuenta con una exposición de fotografías de la historia del mercado. El Centro Artesanal Buenavista fundado por Raúl Ángel Forzan Trejo se ubicaba en el barrio de la Colonia Guerrero, al norte del centro de la ciudad, contaba con más de 10,000 proveedores y vendía no solamente artesanías pertenecientes a México, sino también de todo el mundo.

## Instituciones relacionadas con las artesanías y el arte popular

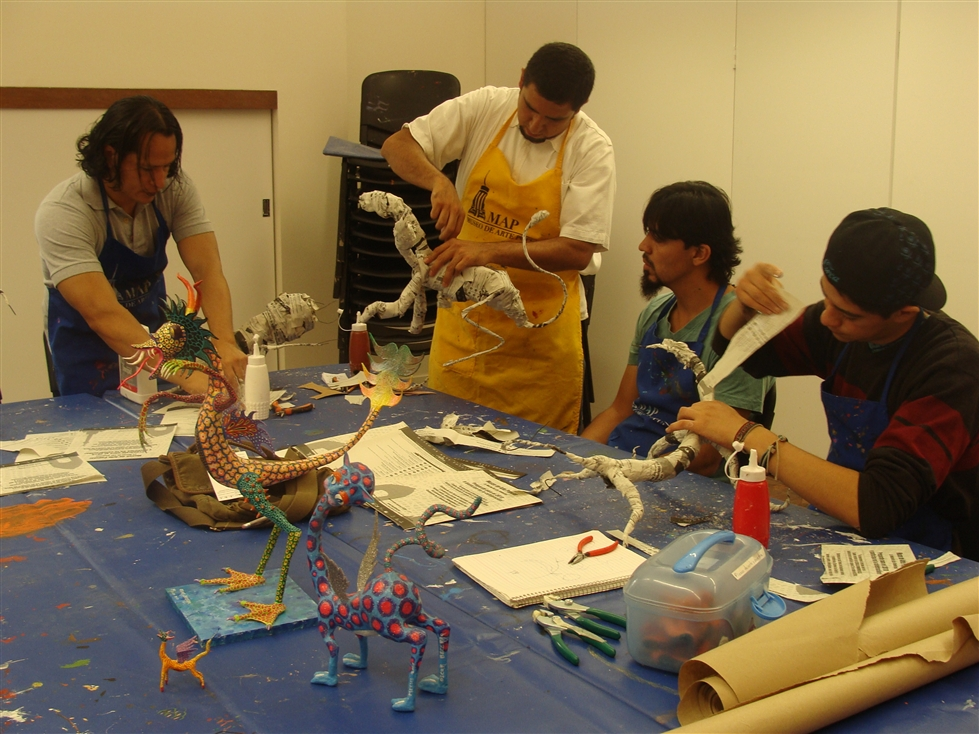
Taller de cartonería en el Museo de Arte Popular

Una manera para continuar la creación y existencia de artesanías es propiciarlas a través de cursos en diversas instituciones. La Secretaría de Educación Pública ejecuta una serie de programas de capacitación para los interesados en la artesanía tradicional y otro tipo de artesanías. Posee la "Escuela de Artesanías" que ofrece cursos de cerámica, vidrio, grabado, fabricación de joyas, orfebrería, textiles y trabajos en vidrio. Una institución de la ciudad es la Fábrica de Artes y Oficios Oriente, que se dedica a la formación de los miembros de la sociedad con más bajos recursos en habilidades comerciales, que incluye algunas artesanías tradicionales, como cartonería, carpintería y trabajo de los metales. El primer centro se estableció en el este de la ciudad, y su éxito ha llevado a la apertura de tres más.
La ciudad cuenta con un importante museo de artesanía y arte popular llamado el Museo de Arte Popular, inaugurado en 2006. Su propósito es servir como referencia para la artesanía mexicana, así como su promoción a través de talleres y otros eventos para México y el turismo extranjero, así como dignificar artesanías mexicanas a través de la restauración de obras mayores y la promoción de su creación, tanto dentro como fuera del propio museo. El museo patrocina las clases para niños y adultos los fines de semana con el fin de preservar estas tradiciones.
La ciudad cuenta con varios eventos relacionados con la artesanía, tales como el Festival Nacional de Artesanías (Feria Nacional Artesanal) en Coyoacán y una Feria Cartonería para preservar y promover el arte en la ciudad. El Museo de Arte Popular patrocina un Desfile Monumental de Alebrije, también conocida como "La noche de los Alebrijes", en donde grandes versiones de alebrijes en cartonería, giran por el Paseo de la Reforma. Los alebrijes participantes son modelos nuevos producidos cada año.